# Білобжезький повіт
Білобжезький повіт (пол. powiat białobrzeski) — один з 37 земських повітів Мазовецького воєводства Польщі.
Утворений 1 січня 1999 року в результаті адміністративної реформи.

## Загальні дані
Повіт знаходиться у південній частині воєводства.
Адміністративний центр — місто Білобжегі.
Станом на 1.01.2008 населення становить 33 521 осіб, площа 639,1 км².

## Демографія
Демографічні дані повіту станом на 30.06.2005:
|       | Всього | Всього | Жінки  | Жінки | Чоловіки | Чоловіки |
| ----- | ------ | ------ | ------ | ----- | -------- | -------- |
|       | осіб   | %      | осіб   | %     | осіб     | %        |
| Повіт | 33 545 | 100    | 16 688 | 49,7  | 16 857   | 50,3     |
| Міста | 8131   | 100    | 4101   | 50,4  | 4030     | 49,6     |
| Села  | 25 414 | 100    | 12 587 | 49,5  | 12 827   | 50,5     |